# 安中氏
安中氏（あんなかし）は、日本の氏族の一つ。上野国碓氷郡（現群馬県安中市）に拠った戦国時代の武士。安中城、松井田城を支配した。

## 概説

### 安中氏の上州入り
先祖は不詳。桓武平氏の平維茂の末裔とする説があるが、史料上の根拠は無い。
史料上での安中氏の初見は、野田忠持副状の享徳4年（1455年）頃とされる5月13日付の史料である。野田忠持が岩松持国に出したもので、享徳の乱の最中、安中左衛門の知行地に味方の大井播磨守が着陣したことを伝えている。享徳の乱時には既に安中氏は碓氷郡に拠っていたとみられる。
安中氏は碓氷郡に古くから居た一族ではなく、越後国から碓氷郡の野尻・松井田へ移住してきたとされる。その後、野尻と呼ばれていた地は安中と改められている。
近世に成立した史料ではこの安中氏の移住を長享元年（1487年）とするが、野田忠持副状の記述と合わず、正確な年代は不詳である。
越後のどこから碓氷郡へ土着したのかも不詳。近世の史料はともに越後国新発田から移住したと伝えるが、新発田に安中氏の痕跡が無く、新発田を故地とはし難い。
なお、安中一族の名が確かな史料上で出てくるのは、貫前神社所蔵兜前立裏銘にある永正四年安中宮内大輔顕繁の文で、永正4年（1507年）に安中顕繁がいたことが分かる。

### 山内上杉家
西上野の領主として歴史に現れた安中氏は、平井城にあって上野国を支配していた山内上杉氏の配下であった。顕繁の後継の惣領は安中長繁であったことが知られている。しかし川越夜戦ののち北条氏康が上野に侵攻してくると、侵攻側の北条方についた。しかしこの変節により、北条方に変わった系統と、山内上杉憲政に最後まで従った安中七郎太郎系に分裂してしまった。惣領であった長繁については北条方に変わったとする説と前述の七郎太郎を長繁本人またはその後継者であるとして、上杉憲政の没落とともに惣領家の交替があったとする説がある。その後七郎太郎系は上杉憲政について越後へ行くが消息不明となっている。

### 武田家の上州侵攻
一方、戦国期に信濃国は甲斐武田氏により領国化されており（信濃侵攻）、武田氏は北信地域をめぐり越後の上杉謙信と敵対していた。北信を巡る争いが永禄4年の川中島の戦いを契機に収束すると武田・上杉間の争いは上野方面へ移り、同年中に武田氏は西上野侵攻を開始する。安中城を持つ安中惣領家は、安中重繁が箕輪城主長野業政と結び上杉方に属し抵抗するが、翌永禄5年（1562年）9月には武田方に服属し、武田家臣曽根虎長が取次を務めている。その後は武田方として箕輪城などの攻略に参加した。
武田氏の配下となった安中氏は、抗戦した安中重繁からその子景繁に代わったが、永禄11年（1568年）に武田信玄が駿河今川領に侵攻し（駿河侵攻）、武田氏は相模後北条氏と敵対する。後北条氏は越後上杉氏との越相同盟をもちかけたため西上野は武田と上杉・北条間の最前線となり、この結果安中氏は北条に対する武田領の最前線の守将に位置づけられた。
その後、北条氏康から氏政に代わると甲相同盟の回復により北条と武田は和睦し西上野は安定するが、天正3年（1575年）長篠の戦いで武田軍が敗北した際、当主景繁が戦死した。この敗戦の際は安中氏の従軍した兵士は全滅したとされ、誰一人故郷に戻ってこれなかった、とされている。安中氏は安中七郎三郎が継いだ。
天正6年（1578年）の越後上杉家における御館の乱を契機に甲越同盟の成立・甲相同盟の破綻で西上野は再び緊張する。安中七郎三郎は武田勝頼に仕え、上野侵攻の一翼を担った。

### 安中氏の終焉
天正10年（1582年）武田家が滅亡すると、安中七郎三郎は織田家の重臣･滝川一益に仕え神流川の戦いに参陣した。その後、戦いに敗れた一益が伊勢に帰還すると、安中七郎三郎は後北条氏に仕え、天正18年（1590年）小田原征伐にて後北条氏が敗れると、安中氏は所領を失い四散した。
一族らしき安中姓の武士が真田氏・井伊氏に仕えたという。また宗家の左近忠成（景繁）の弟・忠基は出羽に逃れたともいい（『安中市誌』）、忠基の嫡男三郎左衛門は安藤重長に仕え、次子五郎左衛門が秋元喬知に仕官したという（『安中記』）。

## 系譜
安中氏は戦国期の古文書類にある名と、近世の史料（『和田記』、『上野国志』など）に出る名が全く異なる。
戦国期の古文書から構成した系譜
- 安中左衛門―宮内大輔顕繁―宮内少輔長繁―越前守重繁[9]―左近大夫景繁―（七郎三郎）[10]

『和田記』の系譜
- 安中出羽守忠親―伊賀守忠清―越前守忠正（忠政,春綱[11]）―左近忠成―主計[12]（広盛[11]）

## 一族
- 安中家繁 - 安中氏庶流。五郎兵衛。安中下総守の後継という。長篠の戦いののち宗家から離れ北条氏についた。[13]
- 安中繁勝 - 安中氏の一族。刑部助。安中家繁と連署で武田信玄への忠誠を誓う起請文を、信濃国生島足島神社へ奉納。[13]
- 安中丹後守 - 源左衛門尉。山内上杉氏、北条氏照に仕えた。のち武田に属し板鼻を領した。[13]